# 異黑麗魚
異黑麗魚，為輻鰭魚綱鱸形目隆頭魚亞目慈鯛科的其中一種，被IUCN列為易危保育類動物，分布於非洲馬拉威湖流域，棲息深度2-4公尺，體長可達9.7公分，棲息在底層淺水域，生活習性不明。

## 擴展閱讀
維基物種上的相關：異黑麗魚